# United Abominations World Tour
United Abominations World Tour o Tour Of Duty fue una gira mundial realizada por la banda de Thrash metal Megadeth durante el 2007 al 2008 acompañada de la mini gira llamada Gigantour.

## Historia
Para esta gira debutaría el bajista James LoMenzo (Ex-Black Label Society, David Lee Roth, White Lion y Slash's Snakepit) quien le fue recomendado a Dave Mustaine por Slash. Así la banda se mantuvo con los elementos de la gira pasada (The System Has Failed World Tour), Mustaine mas los hermanos Drover y LoMenzo.
Antes del comienzo oficial de esta gira Megadeth primero se embarco en el Gigantour una serie de conciertos organizados por Dave Mustaine y realizada de forma anual, con la participación de Megadeth junto con otra banda de renombre y el resto conformadas por nuevas bandas.
Para el comienzo del 2008 el guitarrista Glen Drover decidió dejar Megadeth por problemas familiares, según alego, siendo así sustituido por Chris Broderick Ex-Nevermore a quien el baterista Shawn Drover había visto tocar la guitarra acústica y eléctrica en un vídeo en Youtube y luego de mostrarle el vídeo a Mustaine este decidió contactarlo para integrarlo al grupo. 
Entre las actuaciones destacas de esta gira se encuentra la primera vez que Megadeth toco en suelo Venezolano, en la ciudad de Valencia en el marco del Gillmanfest, así como un concierto en la ciudad de San Diego que sería grabado en el DVD titulado Blood in the Water: Live in San Diego.

## Gigantour
Fue una serie de presentaciones realizadas entre 2007 y 2008 bajo el nombre de Gigantour un festival organizado por Dave Mustaine, algunas personas lo catalogan como la alternativa al Ozzfest.
En 2007 oportunidad se realizó en Australia con las bandas Static-X, Lacuna Coil, DevilDriver y Bring Me the Horizon. Mientras que para 2008 se realizó en Europa y Norteamérica con bandas como Job for a Cowboy y Evile.

## 2007 Fechas
| 10 de noviembre de 2007 | Perth     | Australia | Metro City Concert Club |
| 12 de noviembre de 2007 | Adelaide  | Australia | Thebarton Theatre       |
| 13 de noviembre de 2007 | Melbourne | Australia | Festival Hall           |
| 15 de noviembre de 2007 | Sydney    | Australia | Big Top Luna Park       |
| 16 de noviembre de 2007 | Sydney    | Australia | Big Top Luna Park       |
| 18 de noviembre de 2007 | Brisbane  | Australia | Riverstage              |

## 2008 Fechas
| 17 de febrero de 2008   | Norwich               | Inglaterra     | UEA                                          |
| Norteamérica            |                       |                |                                              |
| 12 de abril de 2008     | Denver                | Estados Unidos | Fillmore Auditorium                          |
| 13 de abril de 2008     | Albuquerque           | Estados Unidos | Journal Pavilion                             |
| 15 de abril de 2008     | Grand Prairie         | Estados Unidos | Nokia Live at Grand Prairie                  |
| 16 de abril de 2008     | Corpus Christi        | Estados Unidos | Concrete Street Amphitheater                 |
| 17 de abril de 2008     | Houston               | Estados Unidos | Verizon Wireless Theater                     |
| 19 de abril de 2008     | Louisville            | Estados Unidos | Louisville Gardens                           |
| 20 de abril de 2008     | Atlanta               | Estados Unidos | The Masquerade                               |
| 22 de abril de 2008     | New York              | Estados Unidos | Hammerstein Ballroom                         |
| 23 de abril de 2008     | New York              | Estados Unidos | Hammerstein Ballroom                         |
| 24 de abril de 2008     | Worcester             | Estados Unidos | The Palladium                                |
| 25 de abril de 2008     | Worcester             | Estados Unidos | New England Metal and Hardcore Festival      |
| 26 de abril de 2008     | Columbia              | Estados Unidos | Merriweather Post Pavilion                   |
| 28 de abril de 2008     | Quebec City           | Canadá         | Pavillon de la Jeunesse                      |
| 29 de abril de 2008     | Montreal              | Canadá         | Centre Bell                                  |
| 30 de abril de 2008     | Mississauga           | Canadá         | Arrow Hall                                   |
| 1 de mayo de 2008       | London                | Canadá         | John Labatt Centre                           |
| 3 de mayo de 2008       | Clarkston             | Estados Unidos | DTE Energy Music Theatre                     |
| 4 de mayo de 2008       | Cleveland             | Estados Unidos | Time Warner Cable Amphitheater at Tower City |
| 6 de mayo de 2008       | Chicago               | Estados Unidos | Aragon Ballroom                              |
| 7 de mayo de 2008       | Milwaukee             | Estados Unidos | Eagles Ballroom                              |
| 9 de mayo de 2008       | Maplewood             | Estados Unidos | Myth                                         |
| 10 de mayo de 2008      | Winnipeg              | Canadá         | Winnipeg Convention Centre                   |
| 11 de mayo de 2008      | Saskatoon             | Canadá         | Prairieland Park                             |
| 12 de mayo de 2008      | Edmonton              | Canadá         | Shaw Conference Centre                       |
| 14 de mayo de 2008      | Calgary               | Canadá         | The Stampede Corral                          |
| 16 de mayo de 2008      | Vancouver             | Canadá         | Pacific Coliseum                             |
| 17 de mayo de 2008      | Salem                 | Estados Unidos | Salem Armory Auditorium                      |
| 19 de mayo de 2008      | San Jose (California) | Estados Unidos | Event Center Arena                           |
| 20 de mayo de 2008      | San Diego             | Estados Unidos | Cox Arena                                    |
| 21 de mayo de 2008      | Long Beach            | Estados Unidos | Long Beach Arena                             |
| 22 de mayo de 2008      | Mesa                  | Estados Unidos | Mesa Amphitheatre                            |
| Europa                  |                       |                |                                              |
| 18 de noviembre de 2008 | Nottingham            | Inglaterra     | Nottingham Rock City                         |
| 19 de noviembre de 2008 | Glasgow               | Escocia        | Carling Academy Glasgow                      |
| 20 de noviembre de 2008 | Newcastle             | Inglaterra     | Carling Academy Newcastle                    |
| 22 de noviembre de 2008 | Birmingham            | Inglaterra     | Carling Academy Birmingham                   |
| 23 de noviembre de 2008 | Manchester            | Inglaterra     | Manchester Academy                           |
| 24 de noviembre de 2008 | Londres               | Inglaterra     | Brixton Academy                              |

## Tour Of Duty
| 11 de marzo de 2007      | Vancouver          | Canadá          | Pacific Coliseum                     |
| 13 de marzo de 2007      | Edmonto            | Canadá          | Rexall Place                         |
| 14 de marzo de 2007      | Calgary            | Canadá          | Pengrowth Saddledome                 |
| 16 de marzo de 2007      | Regina             | Canadá          | Brandt Centre                        |
| 18 de marzo de 2007      | Winnipeg           | Canadá          | MTS Centre                           |
| 20 de marzo de 2007      | Sault Ste (Marie)  | Canadá          | Steelback Centre                     |
| 22 de marzo de 2007      | Toronto            | Canadá          | Air Canada Centre                    |
| 24 de marzo de 2007      | London (Ontario)   | Canadá          | John Labatt Centre                   |
| 25 de marzo de 2007      | Montreal           | Canadá          | Musique Plus                         |
| 26 de marzo de 2007      | Montreal           | Canadá          | Centre Bell                          |
| 27 de marzo de 2007      | Quebec City        | Canadá          | Colisée Pepsi                        |
| 28 de marzo de 2007      | Ottawa             | Canadá          | Ottawa Civic Centre                  |
| 22 de abril de 2007      | Phoenix            | Estados Unidos  | Dodge Theatre                        |
| 24 de abril de 2007      | California         | Estados Unidos  | HP Pavilion                          |
| 25 de abril de 2007      | Inglewood          | Estados Unidos  | The Forum                            |
| 26 de abril de 2007      | Chula Vista        | Estados Unidos  | Coors Amphitheatre                   |
| 28 de abril de 2007      | Albuquerque        | Estados Unidos  | Journal Pavilion                     |
| 29 de abril de 2007      | Broomfield         | Estados Unidos  | Broomfield Event Center              |
| 1 de mayo de 2007        | Selma              | Estados Unidos  | Verizon Wireless Amphitheater        |
| 2 de mayo de 2007        | The Woodlands      | Estados Unidos  | Cynthia Woods Mitchell Pavilion      |
| 3 de mayo de 2007        | Grand Prairie      | Estados Unidos  | Nokia Live at Grand Prairie          |
| 5 de mayo de 2007        | Rosemont           | Estados Unidos  | Allstate Arena                       |
| 6 de mayo de 2007        | Minneapolis        | Estados Unidos  | Target Center                        |
| 8 de mayo de 2007        | Cincinnati         | Estados Unidos  | U.S. Bank Arena                      |
| 10 de mayo de 2007       | Philadelphia       | Estados Unidos  | Wachovia Spectrum                    |
| 11 de mayo de 2007       | Cleveland          | Estados Unidos  | Tower City Amphitheater              |
| 12 de mayo de 2007       | Detroit            | Estados Unidos  | Cobo Arena                           |
| 14 de mayo de 2007       | Albany             | Estados Unidos  | Times Union Center                   |
| 15 de mayo de 2007       | Uncasville         | Estados Unidos  | Mohegan Sun Arena                    |
| 17 de mayo de 2007       | Lowell             | Estados Unidos  | Tsongas Arena                        |
| 18 de mayo de 2007       | Columbia           | Estados Unidos  | Merriweather Post Pavilion           |
| 19 de mayo de 2007       | Holmdel            | Estados Unidos  | PNC Bank Arts Center                 |
| Europa                   |                    |                 |                                      |
| 1 de junio de 2007       | Nuremberg          | Alemania        | Rock im Park                         |
| 2 de junio de 2007       | Roeselare          | Bélgica         | Schwung Festival                     |
| 3 de junio de 2007       | Nürburg            | Alemania        | Rock am Ring                         |
| 5 de junio de 2007       | Copenhague         | Dinamarca       | Vega                                 |
| 7 de junio de 2007       | Tampere            | Finlandia       | Sauna Open Air                       |
| 8 de junio de 2007       | Castle Donington   | Inglaterra      | Download Festival                    |
| 10 de junio de 2007      | Dublin             | Irlanda         | Ambassador Theatre                   |
| 12 de junio de 2007      | Glasgow            | Escocia         | Barrowland                           |
| 13 de junio de 2007      | Bristol            | Inglaterra      | Carling Academy Bristol              |
| 14 de junio de 2007      | Folkestone         | Inglaterra      | Leas Cliff Hall                      |
| 16 de junio de 2007      | Londres            | Inglaterra      | Astoria Theatre                      |
| 17 de junio de 2007      | Biddinghuizen      | Países Bajos    | Fields of Rock                       |
| 19 de junio de 2007      | Hamburgo           | Alemania        | Markthalle                           |
| 20 de junio de 2007      | Karlsruhe          | Alemania        | Festhalle Durlach                    |
| 22 de junio de 2007      | Zaragoza           | España          | Monsters of Rock Saragossa           |
| 24 de junio de 2007      | Clisson            | Francia         | Hellfest                             |
| 26 de junio de 2007      | Rijssen            | Países Bajos    | Lucky & Co                           |
| 27 de junio de 2007      | Zúrich             | Suiza           | Volkshaus                            |
| 28 de junio de 2007      | Vienna             | Austria         | Arena Center                         |
| 30 de junio de 2007      | Segrate            | Italia          | Gods of Metal                        |
| 2 de julio de 2007       | Tel Aviv           | Israel          | Hangar 11                            |
| Norteamérica             |                    |                 |                                      |
| 4 de septiembre de 2007  | Anchorage          | Estados Unidos  | William A. Egan Center               |
| 5 de septiembre de 2007  | Fairbanks          | Estados Unidos  | Carlson Center                       |
| 7 de septiembre de 2007  | Seattle            | Estados Unidos  | The Moore Theatre                    |
| 8 de septiembre de 2007  | Spokane            | Estados Unidos  | Big Easy                             |
| 9 de septiembre de 2007  | Portland           | Estados Unidos  | Roseland Theater                     |
| 11 de septiembre de 2007 | San Francisco      | Estados Unidos  | The Warfield                         |
| 12 de septiembre de 2007 | Anaheim            | Estados Unidos  | The Grove of Anaheim                 |
| 14 de septiembre de 2007 | Las Vegas          | Estados Unidos  | House of Blues                       |
| 16 de septiembre de 2007 | Denver             | Estados Unidos  | Ogden Theatre                        |
| 18 de septiembre de 2007 | Sauget             | Estados Unidos  | Pop's                                |
| 19 de septiembre de 2007 | Milwaukee          | Estados Unidos  | The Rave                             |
| 21 de septiembre de 2007 | Indianapolis       | Estados Unidos  | Egyptian Room at the Murat Centre    |
| 22 de septiembre de 2007 | Columbus           | Estados Unidos  | Newport Music Hall                   |
| 23 de septiembre de 2007 | Grand Rapids       | Estados Unidos  | The Orbit Room                       |
| 25 de septiembre de 2007 | Buffalo            | Estados Unidos  | Town Ballroom                        |
| 26 de septiembre de 2007 | New York           | Estados Unidos  | Fillmore at Irving Plaza             |
| 28 de septiembre de 2007 | Providence         | Estados Unidos  | Lupo's Heartbreak Hotel              |
| 29 de septiembre de 2007 | Hampton Beach      | Estados Unidos  | Hampton Beach Casino Ballroom        |
| 30 de septiembre de 2007 | Washington         | Estados Unidos  | 9:30 Club                            |
| 1 de octubre de 2007     | Richmond           | Estados Unidos  | Toad's Place                         |
| 3 de octubre de 2007     | Fort Lauderdale    | Estados Unidos  | Revolution Live                      |
| 4 de octubre de 2007     | Lake Buena Vista   | Estados Unidos  | House of Blues                       |
| 5 de octubre de 2007     | North Myrtle Beach | Estados Unidos  | House of Blues                       |
| 6 de octubre de 2007     | Norfolk            | Estados Unidos  | The NorVa                            |
| Asia                     |                    |                 |                                      |
| 23 de octubre de 2007    | Bangkok            | Tailandia       | Bangkok Hall                         |
| 25 de octubre de 2007    | Yakarta            | Indonesia       | Tennis Outdoor Senayan               |
| 26 de octubre de 2007    | Singapur           | Singapur        | Fort Canning Park                    |
| 28 de octubre de 2007    | Seúl               | Corea del Sur   | Olympic Hall                         |
| 30 de octubre de 2007    | Tokio              | Japón           | C.C.Lemon Hall                       |
| 31 de octubre de 2007    | Tokio              | Japón           | C.C.Lemon Hall                       |
| 1 de noviembre de 2007   | Tokio              | Japón           | Shibuya-AX                           |
| 4 de noviembre de 2007   | Tokio              | Japón           | Nakano Sunplaza                      |
| 5 de noviembre de 2007   | Nagoya             | Japón           | Zepp Nagoya                          |
| 6 de noviembre de 2007   | Osaka              | Japón           | Osaka Kousei Nenkin Kaikan           |
| Europa                   |                    |                 |                                      |
| 4 de febrero de 2008     | Helsinki           | Finlandia       | Jäähalli                             |
| 6 de febrero de 2008     | Estocolmo          | Suecia          | Arenan/Fryshuset                     |
| 7 de febrero de 2008     | Oslo               | Noruega         | Sentrum Scene                        |
| 8 de febrero de 2008     | Copenhague         | Dinamarca       | KB Hallen                            |
| 10 de febrero de 2008    | Berlín             | Alemania        | Huxley's Neue Welt                   |
| 11 de febrero de 2008    | Dortmund           | Alemania        | Westfalenhalle                       |
| 13 de febrero de 2008    | Luxemburgo         | Luxemburgo      | Den Atelier                          |
| 14 de febrero de 2008    | Ámsterdam          | Países Bajos    | Paradiso Grote Zaal                  |
| 15 de febrero de 2008    | Borgerhout         | Bélgica         | Hof Ter Lo                           |
| 17 de febrero de 2008    | Norwich            | Inglaterra      | The LCR                              |
| 18 de febrero de 2008    | Nottingham         | Inglaterra      | Rock City                            |
| 19 de febrero de 2008    | Glasgow            | Escocia         | Carling Academy Glasgow              |
| 20 de febrero de 2008    | Newcastle          | Inglaterra      | Carling Academy                      |
| 22 de febrero de 2008    | Birmingham         | Inglaterra      | Birmingham Academy                   |
| 23 de febrero de 2008    | Manchester         | Inglaterra      | Manchester Academy 1                 |
| 24 de febrero de 2008    | Londres            | Inglaterra      | Carling Academy Brixton              |
| 26 de febrero de 2008    | Paris              | Francia         | Élysée Montmartre                    |
| 28 de febrero de 2008    | Barcelona          | España          | Razzmatazz                           |
| 29 de febrero de 2008    | Madrid             | España          | Sala Macumba                         |
| 1 de marzo de 2008       | Bilbao             | España          | Santana 27                           |
| 3 de marzo de 2008       | Zúrich             | Suiza           | Rohstofflager                        |
| 4 de marzo de 2008       | Milan              | Italia          | Alcatraz                             |
| 5 de marzo de 2008       | Pordenone          | Italia          | Palasport                            |
| 7 de marzo de 2008       | Zlín               | República Checa | Metalmania Festival                  |
| 8 de marzo de 2008       | Katowice           | Polonia         | Metalmania Festival                  |
| 10 de marzo de 2008      | Munich             | Alemania        | Georg-Elser-Hallen                   |
| 11 de marzo de 2008      | Neu Isenburg       | Alemania        | Hugenottenhalle                      |
| 14 de marzo de 2008      | Bangalore          | India           | Rock 'N India                        |
| Suramérica               |                    |                 |                                      |
| 25 de mayo de 2008       | Valencia           | Venezuela       | Gillmanfest                          |
| 28 de mayo de 2008       | Buenos Aires       | Argentina       | Estadio Luna Park                    |
| 29 de mayo de 2008       | Buenos Aires       | Argentina       | Estadio Luna Park                    |
| 31 de mayo de 2008       | Santiago           | Chile           | Arena Santiago                       |
| 3 de junio de 2008       | Goiânia            | Brasil          | Clube Jaó                            |
| 5 de junio de 2008       | Curitiba           | Brasil          | Hellooch                             |
| 6 de junio de 2008       | São Paulo          | Brasil          | Credicard Hall                       |
| 7 de junio de 2008       | Río de Janeiro     | Brasil          | Citibank Hall                        |
| 8 de junio de 2008       | Belo Horizonte     | Brasil          | Chevrolet Hall                       |
| 11 de junio de 2008      | Lima               | Perú            | Explanada Sur del Estadio Monumental |
| 13 de junio de 2008      | Quito              | Ecuador         | Plaza de Toros                       |
| Norteamérica             |                    |                 |                                      |
| 18 de junio de 2008      | Ciudad de México   | México          | Vive Cuervo Salón                    |
| 19 de junio de 2008      | Ciudad de México   | México          | Vive Cuervo Salón                    |
| 21 de junio de 2008      | Monterrey          | México          | Arena Santa Lucia                    |
| 19 de junio de 2008      | Anaheim            | Estados Unidos  | Honda Center                         |

## Canciones tocadas en la gira
De  Killing Is My Business... And Business Is Good!:
- "Mechanix""

De  Peace Sells... But Who's Buying?:
- "Wake Up Dead"
- "Peace Sells"

De  So Far, So Good... So What!:
- "In My Darkest Hour"

De  Rust In Peace:
- "Holy Wars The Punishment Due"
- "Tornado of Souls"
- "Hangar 18"
- "Take No Prisoners"

De  Countdown To Extinction:
- "Skin o' My Teeth"
- "Symphony of Destruction"
- "Sweating Bullets"
- "Ashes In Your Mouth"

De  Youthanasia:
- "Reckoning Day"
- "A Tout Le Monde"

De  Cryptic Writings:
- "She-Wolf"
- "Trust"

De  The System Has Failed:
- "Kick the Chair"

De  United Abominations:
- "Sleepwalker"
- "Washington Is Next"
- "Burnt Ice"
- "Gears Of War"
- "Never Walk Alone... A Call To Arms"
- "A Tout Le Monde Set Me Free"

## Personal
- Dave Mustaine: Guitarra, Voz
- Glen Drover: Guitarra, Coros (2007-2008)
- Chris Broderick: Guitarra, Coros (2008-)
- James LoMenzo: Bajo, Coros
- Shawn Drover: Batería, Coros